# Teresa dos Andes
Santa Teresa de Jesus dos Andes (Santiago do Chile, 13 de julho de 1900 — 12 de abril de 1920) foi uma monja carmelita chilena;
Seu nome de batismo era Juana Fernández Solar. Desde a sua adolescência viveu fascinada pela figura de Jesus. Entrou para o mosteiro das carmelitas descalças de "Los Andes", no dia 7 de maio de 1919, com o nome de Teresa de Jesus. Morreu aos dezenove anos de idade, depois de ter feito profissão religiosa antes de completar o noviciado, em vista do perigo de morte.
Foi beatificada pelo Papa João Paulo II, no dia 3 de abril de 1987, em Santiago do Chile. Foi canonizada pelo mesmo Papa João Paulo II, na Basílica de São Pedro, no dia 21 de março de 1993, e por ele proposta como um modelo para a juventude. É a primeira flor de santidade da nação chilena e do Carmelo da América Latina.

## Nascimento
A jovem chilena de família aristocrática Juana Fernández Solar, nasceu em Santiago, capital do Chile, em 13 de julho de 1900. Era a quarta filha de uma piedosa e aristocrática família chilena. Desde os três anos era incansável em fazer perguntas sobre assuntos religiosos: Deus, o Céu, a Virgem Maria, etc. Mais tarde tornou-se uma religiosa carmelita, iluminando assim com suas extraordinárias virtudes e fenômenos místicos o firmamento da Igreja há sete décadas tornando-se mais tarde "Santa Teresa dos Andes".

## Educação
Um relato do Padre Fernando Castel, que participou de missões na fazenda da família da Santa, resume bem a sua infância: “Por volta do ano 1904 ou 1905, conheci a menina Juana Fernández Solar, quando tinha mais ou menos quatro anos. Logo me chamou a atenção a precocidade do seu espírito, admirando-me como raciocinava sobre as coisas divinas e como manifestava, já nessa idade tão tenra, amor e culto para com elas. Confesso que então compreendi como pôde a Santíssima Virgem, aos quatro anos somente, consagrar-se a Deus no Templo”. disse o sacerdote. Juana Fernández Solar foi educada no Colégio do Sagrado Coração, preparou-se sucessivamente para a Confissão, Crisma e Primeira Comunhão. A recepção da Sagrada Eucaristia marcou a fundo a vida de Juanita: “Não é possível descrever o que se passou em minha alma ao receber Jesus. Pedi-lhe mil vezes que me levasse, e ouvi sua voz querida pela primeira vez. Desde que fiz minha Primeira Comunhão, Nosso Senhor me falava depois de eu comungar". afirmava a religiosa carmelita. A partir de então, foi patente uma acentuada ânsia em buscar as coisas divinas e em praticar a caridade para com o próximo.

## A devoção a Nossa Senhora
“Todos os dias comungava e falava com Jesus longamente. Mas minha devoção especial era à Virgem; contava-lhe tudo“. - dizia a carmelita Juanita. Como fruto dessa devoção à Virgem, de que já dava mostras desde a primeira infância, aos sete anos aprende a rezar o Rosário e promete rezá-lo todos os dias. Promessa que cumpriu fielmente até a morte. No colégio, se empenhou em difundir a devoção a Nossa Senhora, e se tornou religiosa na ordem especialmente dedicada à Santíssima Virgem. Sua alegria e sua união à Mãe de Deus chegam ao auge poucos meses antes da morte, ao descobrir entre os livros do convento o "Tratado da verdadeira devoção à Santíssima Virgem", do doutor marial São Luís Maria Grignion de Montfort. Ler o "Tratado" e consagrar-se Àquela que tanto amava foi uma só coisa. Leva outra noviça a consagrar-se igualmente.

## Sua vida no colégio
Aos 15 anos passa a estudar como interna no mesmo colégio. O que parecia a Juanita uma coisa inaceitável - ser interna - torna-se ocasião de progressos espirituais acentuados, e, como dizia ela, preparava-a para a grande separação da família, quando entrasse para o Carmelo. A piedade e o zelo apostólico de Juanita chamam a atenção das alunas e mestras. Reza ou medita longamente na capela. Com despretensão e habilidade, procura ajudar as colegas, seja nas vias da virtude, seja nos estudos. Nos finais de semana, exerce essa ação especialmente junto às internas pobres, acolhidas gratuitamente no colégio. Chega a formar um grupo de aproximadamente 15 moças das melhores famílias de Santiago, oito das quais vieram a ser religiosas. Uma das religiosas do colégio, encarregada de velar pelo aprimoramento espiritual das alunas, logo percebe que Juanita não era uma alma qualquer, e a auxilia. Por essa época, leu a vida de Santa Teresinha — falecida não fazia muito — e compreende que devia ser carmelita. Numa visão, Nosso Senhor lhe disse que a queria carmelita. Pouco depois de entrar no internato, faz voto de virgindade: “Hoje, oito de dezembro de 1915, com a idade de quinze anos, faço voto diante da Santíssima Trindade, em presença da Virgem Maria e de todos os santos do Céu, de não admitir outro Esposo senão meu Senhor Jesus Cristo, a quem amo de todo coração e a quem quero servir até o último momento de minha vida“. - jurou Juanita.

## As missões de Juanita nas férias
As férias ocupam um lugar à parte e não menos elevado: sua família possui uma das maiores fazendas do Chile, Chacabuco, e durante as férias promove missões para as centenas de empregadas. Há preparação para Primeira Comunhão, Crisma, realização de batismos, casamentos etc. Juanita participa ativamente, dando aulas de catecismo, cuidando da ornamentação da capela ou tocando o harmônio nas cerimônias. O número de sacerdotes nessas missões às vezes chega a quatro, tal era o número de pessoas para atender. O bem-estar material dos colonos não é esquecido; a mãe de Juanita, muitas vezes acompanhada por ela, percorre as casas e anota providências a tomar. Com frequência cuida pessoalmente dos doentes. Passadas as missões, Juanita aproveita parte do dia para passear longamente a cavalo ou jogar tênis. Uma coisa porém todos notavam: seja estando rezando na capela, seja dando aula de catecismo ou visitando os doentes, seja nas diversões, ela sempre tem a alma entretida com “algo”. Na leitura de seu diário vê-se claramente que, além das visões místicas frequentes, Juanita se entretém continuamente com Nosso Senhor. E, às vezes, de modo extraordinário. A esse propósito, escreve o Padre Felix Henlé, que participara de uma missão na fazenda da família de Juanita: “Um dia entrei silenciosamente no oratório, sem suspeitar que ela estava lá. Mas, que vejo? A senhorita Juana elevada no ar, mais ou menos trinta centímetros, sem que seus joelhos nem seus braços se apoiassem no genuflexório, as mãos postas, adorando o Santíssimo“.

## Juanita no Carmelo
Em 1918, deixou o colégio e passou a cuidar da casa, continuando a exercer seu apostolado com as colegas, e agora também com as primas e amigas. Já firmemente resolvida a seguir a voz de Jesus, trocou correspondência com a Madre Superiora do Carmelo de Los Andes. Esta aconselhou-a a ler a vida de Santa Teresa de Ávila, pois não há fonte mais pura da vocação, por ser ela a reformadora do Carmelo feminino. Conta seu irmão Lúcio, que havia ficado com dúvidas religiosas devido às más influências: “Na véspera de entrar no Carmelo, a família foi despedir-se dela na Igreja da Gratidão Nacional. Conversamos longamente e disse-lhe: `Levas tudo, e eu nem sequer tenho a Deus’. Ela me abraçou e se apoiou em meu ombro, dizendo-me: `Não sentes Deus quando estás comigo?“. - relatou o irmão de Juanita. Em maio de 1919, quando ingressa no Carmelo de Los Andes, é visível a sua alegria em meio aos prantos da família, que fora despedir-se dela: “Não imagina a felicidade de que desfruto. Encontrei, por fim, o céu na terra. Se é verdade que me separei dos meus com o coração desfeito, hoje gozo de uma paz inalterável“. - disse a carmelita Juanita. Sua vida no Carmelo deixa uma lembrança que chama as demais religiosas à perfeição. A Priora sustenta junto a outras religiosas experientes e fervorosas que Irmã Teresa de Jesus — esse o seu nome em religião — “já era uma santa“. Conta-se que o confessor de Juanita no Carmelo assevera que, no convento, ela jamais cometeu imperfeição deliberada.

## Morte
Na Sexta-feira Santa de 1920, após o Ofício que relembra a morte do Divino Salvador, a Superiora percebeu que Irmã Teresa estava pálida e com dificuldade de seguir as cerimônias. Quando lhe apalpou a fronte, viu que estava ardendo em febre, e mandou-a recolher-se ao leito. Dele não se levantaria mais. Nesse período, faz a procissão religiosa e recebe os últimos sacramentos. Ao entardecer de 12 de abril de 1920, contando vinte anos incompletos e apenas 11 meses no Carmelo, fechou os olhos para esta vida, indo encontrar Aquele que pouco antes ela chamara “Meu Esposo”. Longe dali, em Santiago, nesta mesma hora, a irmã Mercedes do Coração de Maria teve uma visão: “Subitamente (…) me encontrei na cela de uma carmelita moribunda; vi que era bem jovem e, apesar da palidez de seu rosto, tudo nela refletia uma luz suavíssima e celestial. Ao lado esquerdo da sua cama havia um anjo com um dardo que lhe trespassava o coração, e logo ouvi: morre de amor”. Foi canonizada pelo Papa João Paulo II, na Basílica de São Pedro, no dia 21 de março de 1993. Nos processos de beatificação e canonização, três dos principais confessores de Teresa de Jesus dos Andes sustentaram sob juramento que ela jamais cometera pecado mortal nem venial deliberado.